# Khim Tit
Khim Tit (en khmer : ឃឹម ទិត ; né le 12 juillet 1896 à Phnom Penh et décédé en 1975) est un homme politique cambodgien, premier ministre du Cambodge entre le 24 mars et le 29 juillet 1956.

## Biographie
En août 1947, il fonde l’Union nationale, un parti qui se présente aux élections qui doivent avoir lieu en novembre de la même année. La formation propose l’idée d’un consensus national, idée reprise plus tard par Sihanouk, et s’oppose ainsi au Parti démocrate qui militait pour une culture basée sur un parti majoritaire. Toutefois, l'Union nationale n'obtiendra aucun siège à l'assemblée et Kim Thit se rangera du côté de Norodom Sihanouk dont il devient le premier ministre entre le 24 mars et le 29 juillet 1956.